# Носов, Валентин Петрович
Валенти́н Петро́вич Но́сов (12 декабря 1924 — 9 декабря 2009) — токарь-карусельщик гидротурбинного цеха № 19 Ленинградского металлического завода. Герой Социалистического Труда.

## Биография
Родился 12 декабря 1924 года в селе Лебяжье (ныне — Курского района) Курской области.
Окончил 7 классов сельской школы. До войны работал в колхозе.
Участник Великой Отечественной войны с 1943 года. Воевал в составе 195-й отдельной разведроты, 121-й Рыльско-Киевской стрелковой дивизии 1-го Украинского фронта в районах Львова, Житомира, Киева. После тяжёлого ранения и излечения в госпитале служил во внутренних войсках МГБ.
Демобилизовавшись, в январе 1952 года поступил в гидротурбинный цех ЛМЗ учеником токаря. Освоил специальность токаря-центровика, токаря-универсала. Изготавливал один из самых ответственных узлов гидравлической турбины — валы рабочих колёс. Им изготовлены валы рабочих колёс для Воткинской, Братской, Бухтарминской, Красноярской, Верхнее-Туломской, Усть-Илимской, Токтогульской, Асуанской (Египет), Хаобинь и Чиан (Вьетнам), Саяно-Шушенской гидроэлектростанций.
На заводе проработал по апрель 1996 года.
Умер 9 декабря 2009 года. Похоронен на Кузьмоловском кладбище во Всеволожском районе Ленинградской области.

## Награды
- За боевые заслуги награждён орденом Славы III степени (1944), орденом Отечественной войны I степени, двумя медалями «За отвагу» (1944, 1947).
- За досрочное выполнение заданий семилетнего плана в 1966 году награждён орденом Трудового Красного Знамени.
- За успешное выполнение заданий восьмой пятилетки и большой личный вклад в развитие энергетики страны удостоен звания Героя Социалистического Труда (1971).